# USA Track & Field
USA Track & Field (USATF) ist der nationale Dachverband der Vereinigten Staaten für die Sportarten Leichtathletik, Crosslauf, Straßenlauf und Gehen.

## Geschichte
Die USATF war zwischen 1979 und 1992 als The Athletics Congress (TAC) bekannt, nachdem sie aus der Amateur Athletic Union (AAU) hervorgegangen war, die den Sport in den USA während des größten Teils des 20. Jahrhunderts regierte, bis der Amateur Sports Act von 1978 ihre Zuständigkeit auflöste. Die USATF mit Sitz in Indianapolis ist eine gemeinnützige Organisation mit fast 130.000 Mitgliedern. Die Organisation hat drei wichtige Führungspositionen inne: CEO Max Siegel, Vorstandsvorsitzender Steve Miller, und Präsident Vin Lananna.
Die USATF ist in viele Aspekte des Sports auf lokaler, nationaler und internationaler Ebene involviert – sie stellt die Regeln, die Funktionäre, die Trainerausbildung, die Sportwissenschaft und die Athletenentwicklung, die Jugendprogramme, den Masterwettbewerb (Alter 40+), die National Track & Field Hall of Fame und ein jährliches Treffen zur Verfügung. Sie organisiert auch die jährlichen Leichtathletik-Outdoor-Meisterschaften der USA, die Cross-Country-Meisterschaften der USA und die nationalen Cross-Country-Clubmeisterschaften der USATF. Durch sein Sanktionsprogramm sorgt die nationale Körperschaft für den notwendigen Versicherungsschutz, damit die Mitglieder Einrichtungen mieten können, und ermöglicht so Wettbewerbsmöglichkeiten für alle Athleten. Die USATF hat seit den 1870er oder 1880er Jahren nationale Kongresse abgehalten.